# Schizobasis
Schizobasis é um género botânico pertencente à família Asparagaceae.

## Espécies
- Schizobasis angolensis Baker
- Schizobasis cuscutoides (Burch. ex Baker) Benth. & Hook.f.
- Schizobasis gracilis R.E.Fr.
- Schizobasis intricata (Baker) Baker	Accepted	H